# Bohdan Milovanov
Bohdan Milovanov (in ucraino Богдан Мілованов?; Luhans'k, 19 aprile 1998) è un calciatore ucraino, difensore del Sirius.

## Carriera

### Club
Nato a Luhans'k, in tenera età si trasferisce con la sua famiglia nella Comunità di Madrid; nella stagione 2014-2015 fa parte della rosa dell'Alcobendas, militante in Tercera División. Nel luglio 2015 si è trasferito al Getafe, dove viene aggregato nelle giovanili.
Il 10 agosto 2017, dopo essere stato usato con il contagocce dalla squadra riserve del Getafe, ha firmato con il S.S. Reyes, squadra della Segunda División B. Il 9 luglio dell'anno successivo, firma con lo Sporting Gijón, dove viene inserito nella rosa della seconda squadra, anch'essa militante in terza divisione.
Il 14 gennaio 2020 ha esordito in prima squadra, partendo da titolare nella vittoria in casa per 1-0 contro l'Elche nel campionato di Segunda División.

### Nazionale
Ha giocato nella nazionale ucraina Under-21.

## Statistiche

### Presenze e reti nei club
Statistiche aggiornate al 9 luglio 2022.
| Stagione        | Squadra          | Campionato      | Campionato | Campionato | Coppe nazionali | Coppe nazionali | Coppe nazionali | Coppe continentali | Coppe continentali | Coppe continentali | Altre coppe | Altre coppe | Altre coppe | Totale | Totale |
| Stagione        | Squadra          | Comp            | Pres       | Reti       | Comp            | Pres            | Reti            | Comp               | Pres               | Reti               | Comp        | Pres        | Reti        | Pres   | Reti   |
| --------------- | ---------------- | --------------- | ---------- | ---------- | --------------- | --------------- | --------------- | ------------------ | ------------------ | ------------------ | ----------- | ----------- | ----------- | ------ | ------ |
| 2015-2016       | Getafe B         | SDB             | 9          | 0          |                 | -               | -               |                    | -                  | -                  |             | -           | -           | 9      | 0      |
| 2016-2017       | Getafe B         | TD              | ?          | ?          |                 | -               | -               |                    | -                  | -                  |             | -           | -           | ?      | ?      |
| 2017-2018       | S.S. Reyes       | SDB             | 22         | 1          |                 | -               | -               |                    | -                  | -                  |             | -           | -           | 22     | 1      |
| 2018-2019       | Sporting Gijón B | SDB             | 29         | 1          |                 | -               | -               |                    | -                  | -                  |             | -           | -           | 29     | 1      |
| 2019-2020       | Sporting Gijón B | SDB             | 11         | 0          |                 | -               | -               |                    | -                  | -                  |             | -           | -           | 11     | 0      |
| 2020-2021       | Sporting Gijón B | SDB             | 2          | 0          |                 | -               | -               |                    | -                  | -                  |             | -           | -           | 2      | 0      |
| gen.-giu. 2020  | Sporting Gijón   | SD              | 9          | 0          | CR              | -               | -               |                    | -                  | -                  |             | -           | -           | 9      | 0      |
| 2020-2021       | Sporting Gijón   | SD              | 23         | 0          | CR              | 2               | 0               |                    | -                  | -                  |             | -           | -           | 25     | 0      |
| 2021-2022       | Sporting Gijón   | SD              | 28         | 1          | CR              | 3               | 1               |                    | -                  | -                  |             | -           | -           | 31     | 2      |
| 2022-2023       | Arouca           | PL              | 0          | 0          | CP+CdL          | 0               | 0               |                    | -                  | -                  |             | -           | -           | 0      | 0      |
| Totale carriera | Totale carriera  | Totale carriera | 133        | 3          |                 | 5               | 1               |                    | -                  | -                  |             | -           | -           | 138    | 4      |